# Olindias tenuis
Olindias tenuis är en nässeldjursart som först beskrevs av Fewkes 1882.  Olindias tenuis ingår i släktet Olindias och familjen Olindiasidae. Inga underarter finns listade i Catalogue of Life.